# Naldurg
Naldurg är en ort i Indien.   Den ligger i distriktet Osmanabad och delstaten Maharashtra, i den centrala delen av landet, 1 200 km söder om huvudstaden New Delhi. Naldurg ligger 568 meter över havet och antalet invånare är 17 261.
Terrängen runt Naldurg är platt. Runt Naldurg är det ganska tätbefolkat, med 160 invånare per kvadratkilometer. Det finns inga andra samhällen i närheten. Trakten runt Naldurg består till största delen av jordbruksmark.